# Xàbia
Javea (spanska: Jávea /ˈxaβea/, valencianska: Xàbia /ˈʃabia/) är en kommun i Spanien. Den ligger i provinsen Provincia de Alicante och regionen Valencia, i den östra delen av landet, 400 km sydost om huvudstaden Madrid. Antalet invånare är 32 983. Arean är 69 kvadratkilometer. Javea gränsar till Denia, Benitachell och Teulada.
Terrängen i Javea är kuperad västerut, men åt sydost är den platt.